# Ферма (конструкция)
Фе́рма (фр. ferme ← лат. firmus «прочный») — стержневая система в строительной механике, остающаяся геометрически неизменяемой после замены её жёстких узлов шарнирными. В элементах фермы при отсутствии расцентровки стержней и внеузловой нагрузки возникают только усилия растяжения-сжатия. Фермы образуются из прямолинейных стержней, соединённых в узлах в геометрически неизменяемую систему, к которой нагрузка прикладывается только в узлах и только в виде точечных сил - например, эти узлы служат опорами самой фермы и опорами, например, для дорожного полотна моста, местами закрепления грузов и оборудования. 
К фермам с оговоркой можно отнести шпренгельные балки, представляющие собой комбинацию двух- или трёхпролётной неразрезной балки и подпружной тяги; они характерны для стальных и деревянных конструкций, с верхним поясом из неразрезного прокатного профиля (пиленные брусья или пакеты клеёных досок). Также могут быть шпренгельные железобетонные фермы небольших пролётных строений моста.

## Этимология
Слово «ферма» происходит от фр. ferme, которое в свою очередь восходит к лат. firmus (прочный).
Англоязычный эквивалент (англ. truss) происходит от старого французского слова фр. trousse, примерно от 1200 года н. э., что означает «вещи, собранные вместе». Термин truss (ферма) часто используется для описания любой сборки элементов — таких, как псевдорамы или пары стропил, часто означает инженерный смысл: «плоская рама из отдельных конструктивных элементов, соединённых концами в треугольники, для охвата большого расстояния».

## Область применения
Фермы широко используются в современном строительстве, в основном для перекрытия больших пролётов с целью уменьшения расхода применяемых материалов и облегчения конструкций, например — в строительных большепролётных конструкциях, типа мостов, стропильных систем промышленных зданий, спортивных сооружений, а также при возведении небольших лёгких строительных и декоративных конструкций: павильонов, сценических конструкций, тентов и подиумов;
Фюзеляж самолёта, корпус корабля, несущий кузов автомобиля (кроме открытых кузовов, работающих как простая балка), автобуса или тепловоза, вагонная рама со шпренгелем — с точки зрения сопромата являются фермами (даже если у них отсутствует как таковой каркас — ферменную конструкцию в этом случае образуют подкрепляющие обшивку выштамповки и усилители), соответственно, в их расчётах на прочность применяются соответствующие методики.

## История
Американский архитектор Итиэль Таун спроектировал решётчатую ферму в качестве альтернативы мостам из тяжёлой древесины. В его конструкции, запатентованной в 1820 и 1835 годах, используются простые в обращении доски, расположенные по диагонали с короткими промежутками между ними, образуя решётку.
Ферма Пратта была запатентована в 1844 году двумя бостонскими железнодорожными инженерами, Калебом Праттом и его сыном Томасом Уиллисом Праттом. В конструкции вертикальные элементы работают на сжатие и диагональные элементы — на растяжение. Конструкция фермы Пратта оставалась популярной и после перехода с дерева на железо, и с железа на сталь. Для плоской фермы постоянной высоты конфигурация Пратта обычно наиболее эффективна при статической вертикальной нагрузке.
В 1844 году Д. И. Журавский начал изучать свойства мостов с решётчатыми фермами системы Гау по поручению П. П. Мельникова, а в 1856 году разработал свою теорию расчёта раскосных ферм и первый указал на существование скалывающих напряжений при изгибе.
В 1893 году Ф. С. Ясинский развил методику расчёта сжатых элементов стальных мостовых конструкций и разработал пространственные складчатые конструкции для перекрытий железнодорожных мастерских в Петербурге.

## Классификация

### Общая классификация
По общим признакам
- по назначению;
- по материалам изготовления;
- по конструктивным особенностям:
  - по очертанию внешнего контура (типа поясов);
  - по типу решётки;
  - по типу опирания.

По конструктивному решению
- обычные;
- комбинированные;
- с предварительным напряжением.

По величине наибольших усилий в элементах
- лёгкие — одностенчатые с сечениями из простых прокатных профилей при усилии в поясах N ≤ 300 т; пролётом до 50 м;
- тяжёлые — двустенчатые с элементами составного сечения при усилии в поясах N > 300 т.

Тяжёлые фермы с двустенчатыми сечениями (две фасонки в узле) применяются при усилиях в поясах более 350—400 т; как правило, это: большепролётные фермы мостов, кранов ангаров и других крупных сооружений, авиасборочных цехов, судостроительных эллингов с подвесными кранами. Эти сооружения воспринимают динамические нагрузки, поэтому их узлы сочленения проектируют на заклёпках или высокопрочных болтах.
По работе в пространстве
- плоские;
- пространственные.

Плоская ферма, у которой стержни лежат в одной плоскости, воспринимает нагрузки только в одной плоскости — по вертикали, пространственная ферма образует «пространственный брус» и воспринимает нагрузки в любых направлениях. Пространственная ферма состоит из граней в виде плоских ферм, которые крепятся к другим элементам каркаса здания с помощью связей.

### По типу
По типу фермы и ферменные конструкции подразделяют на:
- балка Виренделя;
- ферма Уоррена (с решёткой из треугольников);
- ферма Пратта (со сжатыми стойками и растянутыми раскосами);
- ферма Больмана;
- Ферма Финка;
- ферма под верхний свет;
- ферма с перекрёстными подкосами;
- Бельгийская (треугольная) ферма;
- Кингпост;
- Решётчатая городская структура.

### По назначению
По назначению фермы подразделяются на:
- башенные (см. Мачта, Башня — Башенный кран, Эйфелева башня)
- крановые (см. Грузоподъёмный кран)
- мостовые (см. Мост)
- опорные конструкции (опоры ЛЭП)
- фермы покрытий (стропильные, подстропильные — служат опорой для стропильных ферм)
- фермы гидротехнических затворов
- фермы транспортных эстакад

и других сооружений.

### По материалу исполнения
По материалу исполнения фермы подразделяются на:
- деревянные;
- металлические (сталь, чугун, алюминиевые и другие сплавы);
- железобетонные;
- полимерные;
- комбинированные.

Иногда различные материалы комбинируют для наиболее рационального использования всех их свойств.

### По конструктивным особенностям

#### Тип поясов
Фермы могут быть двухпоясные и трёхпоясные, в редких случаях имеющие преимущества перед двухпоясными: они обладают высоким сопротивлением изгибу в горизонтальной плоскости и кручению, что избавляет от необходимости установки дополнительных связей и повышает устойчивость сжатого контура фермы.
В зависимости от характера очертания внешнего контура ферм (типа поясов), фермы имеют определённые габариты по длине и высоте, а также уклон:
| Тип поясов                    | Пролёт (длина) ферм, L, м | Высота ферм, H, м | Уклон поясов ферм, i, % | Схема |
| ----------------------------- | ------------------------- | ----------------- | ----------------------- | --- |
| Вспарушные                    | 36                        | 1/10…1/12 L       | —                       | Ферма четырёхугольная с параллельными поясами вспарушная |
| Параллельные                  | 24—120                    | 1/8…1/12 L        | до 1,5 %                | Ферма четырёхугольная с параллельными поясами. Ферма четырёхугольная с параллельными поясами наклонная. Ферма четырёхугольная с непараллельными поясами.                                             |
| Рыбчатые                      | 48—100                    | 1/7…1/8 L         | —                       | |
| Многоугольные (полигональные) | 36—96                     | 1/7…1/8 L         | —                       | Ферма многоугольная (полигональная). |
| Параболические (сегментные)   | 36—96                     | 1/7…1/8 L         | —                       | |
| Трапецеидальные               | 24—48                     | 1/6…1/8 L         | 8,0…10,0 %              | Ферма пятиугольная (трапециевидная). |
| Треугольные                   | 18—36                     | 1/4…1/6 L         | 2,5…3,0 %               | Ферма треугольная с ломаным нижним поясом. Ферма треугольная с ломаным нижним поясом (вариант 2). Ферма треугольная с прямым нижним поясом несимметричная. Ферма треугольная с прямым нижним поясом. |

Обычно вспарушные и рыбчатые типы ферм применяют в общественных зданиях, с параллельными поясами — в промышленных.
Оптимальная высота ферм по условиям минимальной массы и максимальной жёсткости получается при отношении высоты фермы к пролёту — {{{1}}}, но с таким соотношением фермы неудобны для монтажа и транспортировки и завышают объёмы зданий.

#### Тип решётки
Тип решётки ферм:
| Тип решётки   | Описание | Схема |
| ------------- | --- | --- |
| Крестовая     | Крестовая решётка работает только на растяжение, поэтому применяется в фермах, работающих на знакопеременную нагрузку. | |
| Раскосная     | Используется в невысоких фермах                                                                                        | Решётка фермы раскосная с восходящими раскосами. Решётка фермы раскосная с нисходящими раскосами.                                                                       |
| Полураскосная | — | |
| Ромбическая   | Ромбическая решётка является разновидностью треугольной решётки                                                        | |
| Треугольная   | — | Решётка фермы треугольная. Решётка фермы треугольная со стойками. Решётка фермы треугольная со стойками и подвесками.                                                   |
| Шпренгельная  | — | Решётка фермы раскосная с восходящими раскосами и шпренгелями. Решётка фермы раскосная с нисходящими раскосами и шпренгелями. Решётка фермы треугольная со шпренгелями. |

Рациональный угол раскосов к поясам ферм — 45°.
Безраскосная ферма применяется в междуэтажных перекрытиях для создания эксплуатируемого этажа в межферменном пространстве или технического этажа; её недостаток — повышенный расход стали из-за значительных изгибающих моментов в поясах и стойках.

#### Тип опирания
Фермы, как и балки, могут иметь разные устройства опорных конструкций (типы опор). Расчётная схема ферм может быть статически определимой или неопределимой, что определяет конструкции опорных узлов ферм: шарнирное или жёсткое опирание.
По типу опирания фермы подразделяются на:
- балочная (разрезная/неразрезная, консольная)
  - двухопорная
  - многоопорная
- арочная
- вантовая
- рамная
- комбинированная

Фермы могут опираться на подстропильные фермы, колонны или стены.
По направлению опорных реакций:
- распорочные арочные фермы и другие.

Группы стальных конструкций для выбора марок стали:
- I-я группа: фасонки и опорные плиты ферм;
- II-я группа: пояса, раскосы и шпренгели, стойки.

Для первой группы принимается сталь марки не ниже С255, для других — С245.

#### Тип сечения
По типу поперечных сечений стальные фермы проектируют из прокатных профилей:
- уголок
  - одиночный уголок
  - два симметричных уголка
  - два несимметричных уголка (для стоек и раскосов; пояса — из симметричных уголков)
- труба (круглая, квадратная, прямоугольная)
- швеллер
- тавр и двутавр

## Конструкции элементов ферм
Конструктивно любая ферма состоит из элементов: пояс, стойка, раскос, шпренгель (опорный раскос).
- панель — расстояние между узлами пояса;
- пролёт — расстояние между опорами;
- высота фермы — расстояние между наружными гранями поясов;
- подъём фермы — отношение высоты фермы к её пролёту; зависит от материала покрытия и условий устройства сооружения.

Пояс фермы воспринимает продольные нагрузки, решётка — поперечные; шпренгель служит поддерживающим элементом, уменьшающим расчётную длину опорного раскоса или стоек и раскосов фермы.

### Деревянные фермы
Деревянные фермы устраиваются:
- для односкатных крыш
  - наслонными — стропильные ноги опираются на внутренние стены или столбы (колонны) здания;
- для двускатных крыш
  - висячими — стропильные ноги опираются только на мауэрлат и связываются затяжкой, не дающей ногам расходиться и распирать стены здания;
  - наслонными — стропильные ноги опираются на мауэрлат и на внутренние стены или столбы (колонны) здания, распределяя нагрузку на большую площадь;
  - арочными — из дощатых арок, поддерживающих кровлю с помощью прогонов.

Ноги висячих ферм подпираются в середине подкосами, упирающимся в бабку, которая привешивается к вершине фермы и в то же время поддерживает затяжку с помощью подвесного хомута. Висячая система с бабкой — самая древняя форма рациональной деревянной стропильной фермы; при больших пролётах в точках пересечения подкосов с ногами подвешиваются добавочные бабки.

### Металлические фермы
Тип сечения элементов ферм:
- профили открытого типа — одиночные и парные уголки, гнутосварные профиля, швеллеры, тавры, двутавры;
- профили замкнутого типа — трубы круглого и прямоугольного сечения.

В случае применения профилей открытого типа (уголок, швеллер, двутавр и т. д.) на концах ферм предусматриваются усиленные отбортовки или специальные утолщения — бульбы.
Пояса
Для крепления прогонов, на верхний пояс ферм устанавливается уголок с отверстиями для болтов.
При опирании железобетонных плит покрытия верхний пояс фермы усиливается накладками толщиной t, мм:
- 12 — при шаге ферм 6 м;
- 14 — при шаге ферм 12 м.

При больших пролётах (более 12 м) и при необходимости изменения сечения поясов проектируются разрывы. Разрывы поясов обычно выносятся за пределы узлов для облегчения работы фасонки, пояса перекрываются накладками из уголков или пластин. При незначительных усилиях возможен стык поясов в узле. Стыкуемые пояса смещают по высоте не более 1,5 % для избежания возникновения изгибающего момента, который учитывают в расчётах.
Соединительные прокладки
Профили открытого типа в парном исполнении при больших длинах могут работать отдельно друг от друга (при сжатии могут сгибаться в разные стороны), поэтому для их большей устойчивости при совместной работе устанавливают соединительные прокладки — сухарики.
Если длина спаренных элементов ферм (поясов, стоек и раскосов) превышает 40r при сжатии и 80r при растяжении, где r — любой минимальный радиус инерции сечения профиля, то такие элементы соединяются вдоль между собой дополнительными прокладками — сухариками. При ширине профиля более 90 мм сухарики устанавливаются не сплошными, их разрывают на две узкие планки для экономии стали.
Фасонки
Элементы фермы могут соединяться между собой встык или через соединительную пластину — фасонку.
Толщина фасонок зависит от усилий в элементах фермы и для всех элементов принимается одинаковой, однако для большепролётных ферм толщина опорных фасонок допускается на 2 мм больше и принимается для стали С38/23 по таблице:
| Расчётное усилие, т | до 15 | 16—25 | 26—40 | 41—60 | 61—100 | 101—140 | 141—180 | 181—220 | 221—260 | 261—300 | 300—380 | до 500 |
| ------------------- | ----- | ----- | ----- | ----- | ------ | ------- | ------- | ------- | ------- | ------- | ------- | ------ |
| Толщина фасонок, мм | 6     | 8     | 10    | 12    | 14     | 16      | 18      | 20      | 22      | 25      | 28      | 32     |

Для сталей отличных от С238/23 допускается уменьшать толщину фасонок умножением на коэффициент равный 2100/R, где R — расчётное сопротивление стали.

## Принцип работы
Если произвольным образом скрепить на шарнирах несколько стержней, то они будут беспорядочно крутиться вокруг друг друга, и подобная конструкция будет, как говорят в строительной механике, «изменяемой», то есть если на неё надавить, то она сложится, как складываются стенки спичечного коробка. Если составить из стержней обычный треугольник, то, конструкция сложится, только если сломать один из стержней, или оторвать его от других, такая конструкция уже «неизменяемая».
Конструкция фермы содержит в себе эти треугольники. И стрела башенного крана и сложные опоры, все они состоят из маленьких и больших треугольников. Так как любые стержни лучше работают на сжатие-растяжение, чем на излом, то нагрузка к ферме прикладывается в точках соединения стержней.
Фактически стержни фермы обычно соединяют между собой не через шарниры, а жёстко. То есть, если два любых стержня отрезать от остальной конструкции, они не будут вращаться относительно друг друга, однако, в простейших расчётах этим пренебрегают и считают, что шарнир имеется.

## Методы расчёта
Существует огромное количество способов расчёта ферм, простых и сложных; это — аналитические методы и построение диаграммы сил (графические методы). Аналитические способы основаны на примере рассечения ферм, один из самых простых — расчёт методом «сквозного сечения» или «вырезания узлов» (шарниров, соединяющих стержни). Данный способ универсален и подходит для любых статически определимых ферм. Для расчёта все силы, действующие на ферму, сводят к её узлам. Далее применяют два варианта расчёта.
Первый — сначала выполняется нахождение реакций опор обычными методами статики (составление уравнений равновесия - условие таково: суммы моментов в шарниных опорах равны нулю, в заделке - сумма моментов и всех сил равна нулю), затем рассматривается любой узел, в котором сходятся только два стержня. Узел мысленно отделяют от фермы, заменяя действие разрезанных стержней их реакциями, направленными из узла. В этом случае действует правило знаков — растянутый стержень имеет положительное усилие. Из условия равновесия сходящейся системы сил (два уравнения в проекциях) определяются усилия в стержнях, затем рассматривается следующий узел, в котором опять только два неизвестных усилия, и так до тех пор, пока не будут найдены усилия во всех стержнях.
Другой способ — не определять реакции опор, а заменить опоры опорными стержнями, а затем вырезать все узлы (числом n) и для каждого составить по два уравнения равновесия. Далее решают систему 2n уравнений и находят все 2n усилия, включая усилия в опорных стержнях (реакции опор). В статически определимых фермах система должна замкнуться.
Метод вырезания узлов имеет один существенный недостаток — накопление ошибок в процессе последовательного рассмотрения равновесия узлов или проклятие размеров матрицы системы линейных уравнений, если составляется глобальная система уравнений для всей фермы. Этого недостатка лишён метод Риттера. Есть и архаичный графический метод расчёта — диаграмма Максвелла — Кремоны, полезный, однако, в процессе обучения, и потому нередко преподаваемый в учебных заведениях. В современной практике используются компьютерные программы, большинство из которых основано на методе вырезания узлов или наиболее прогрессивном методе конечных элементов. Иногда в расчётах применяют метод замены стержней Геннеберга и принцип возможных перемещений.
Расчётные длины элементов
Расчётные длины элементов ферм (поясов, стоек и раскосов) принимается равной длине элемента, умноженной на коэффициент приведения длины μ:
- в плоскости фермы:
  - μ = 1,0 — для сжатого верхнего пояса в плоскости фермы (полная геометрическая длина элемента между центрами узлов);
  - μ = 1,0 — для опорных раскосов ферм (в виду малого влияния защемления), которые рассматриваются как продолжение пояса;
  - μ = 0,8 — для всех стоек и раскосов, кроме опорного, в связи с некоторым защемлением концов раскосов, вызванным растянутыми элементами, примыкающими к фасонкам.
- из плоскости фермы:
  - μ = 1,0 — для сжатых раскосов и стоек (полная расчётная геометрическая длина между центрами узлов);
  - μ = 1,0 — для сжатых поясов; если прогоны прикреплены к связям, что затруднительно при монтаже, или по прогонам уложен жёсткий настил (профлист прикреплён шурупами к прогонам через примерно 30 см и по профлисту выполнена монолитная железобетонная плита), или в беспрогонном покрытии сборные плиты покрытия приварены к поясам ферм.

## Состав проекта и оформление
В конструкторской документации выделяются две стадии проектирования: «П» (проектная документация) и «Р» (рабочая документация). На стадии «П» проектируется общая геометрия фермы с указанием внутренних усилий и геометрических размеров элементов. Рабочий проект состоит из двух частей: Пояснительная записка и чертежи марки КМ (конструкции металлические), выполняемые проектировщиком, на основе которой выполняются чертежи марки КМД (конструкции металлические, деталировочные) конструкторским отделом завода-изготовителя с учётом наличия материалов (прокатная сталь и др.) и технологических возможностей и ограничений завода и монтажной организацией (механизмов для конструирования: сварочные аппараты и др.; механизмов для монтажа: краны, тали и др.).
В чертежи марки КМ входит
- заглавный и титульный листы;
- пояснительная записка;
- схемы расположения элементов;
- узлы сопряжения элементов;
- габаритные и привязочные размеры;
- данные о нагрузках, усилиях и сечениях;
- техническая спецификация металлопроката.

В чертежи марки КМД входит
- заглавный и титульный листы;
- монтажные схемы;
- деталировочные чертежи отправочных элементов и монтажных метизов.

Рабочие чертежи выполняются в специальной марочной системе.

## Галерея
- Башня Банка Китая в Гонконге.
- Главное здание банка HSBC, Гонконг имеет видимую структуру ферм.
- Опорная конструкция под мостом en:Auckland Harbour Bridge.
- Мост Auckland Harbour в en:Watchman Island, к западу от него.
- Конструкции ферменной крыши с боку здания Клюни, Франция.
- Сечение ферменной крыши Queen post, см. en:Timber roof truss.
- Пространство ферменной конструкции, несущий пол в en:The Woodlands Mall.
- Опора ЛЭП.

### Нормативная литература
- ЦНИИСК им. В. А. Кучеренко Госстроя СССР. «Руководство по проектированию сварных ферм из одиночных уголков». — М.: «Стройиздат», 1977. — 14 с. — 40 000 экз.

### Техническая литература
- Файбишенко В. К. Глава 5 «Фермы» // «Металлические конструкции». Учеб. пособие для вузов. — ил.. — М.: «Стройиздат», 1984. — С. 92—135. — 336 с. — 53 000 экз.
- Васильев А. А. Глава IX «Фермы» // «Металлические конструкции» / Краснов В. М.. — 2-е изд., перераб. и доп. — М.: «Стройиздат», 1976. — С. 210—252. — 420 с. — 35 000 экз.
- Муханов К. К. Глава VII «Фермы» // «Металлические конструкции». Учебник для вузов / Давыдов С. С.. — 3-е изд., исправ. и доп. — М.: «Стройиздат», 1978. — С. 287—339. — 572 с.
- Будур А. И., Белогуров В. Д. «Стальные конструкции». Справочник конструктора / Под общей ред. Шимановского А. В.. — Киев: «Сталь», 2010. — 299 с.
- Трофимов В. И., Каминский А. М. Глава 3 «Ферменные конструкции» // «Лёгкие металлические конструкции зданий и сооружений». Учеб. пособие. — М.: «АСВ», 2002. — С. 89—121. — 576 с. — 3000 экз. — ISBN 5-93093-122-4.
- Сахновский М. М. Раздел IV «Расчёт конструирование соединений и элементов сварных конструкций». § «Фермы» // «Справочник конструктора строительных сварных конструкций». — Днепропетровск: «Промінь», 1975. — С. 146—150. — 237 с. — 40 000 экз.
- Кудишин Ю. И., Беленя Е. И., Игнатьева В. С. и др. Раздел 1. Глава 9 «Фермы» // «Металлические конструкции». Учебник для студ. высш. учеб. заведений / Под ред. Кудишина Ю. И.. — 11-е изд., стер.. — М.: Издательский центр «Академия», 2008. — С. 261—301. — 688 с. — 3000 экз. — ISBN 978-5-7695-5413-1.
- Кирсанов М. Н. Плоские фермы. Схемы и расчётные формулы: справочник. — М.: Инфра—М, 2019. — 238 с. — 500 экз. — ISBN 978-5-16-014829-8.